# Lucas Malet
Lucas Malet, seudónimo de Mary St Leger Kingsley (Eversley, 4 de junio de 1852-Gales, 27 de octubre de 1931), fue una novelista victoriana británica. De entre sus novelas, The Wages of Sin (1891) y The History of Sir Richard Calmady (1901) fueron especialmente populares. La erudita de Malet, Talia Schaffer, señala que fue «ampliamente considerada como una de las principales escritoras de ficción en el mundo de habla inglesa» en la plenitud de su carrera, pero su reputación decayó al final de su vida y luego rara vez se lee o estudia. En el apogeo de su popularidad, fue «comparada favorablemente con Thomas Hardy y Henry James, con ventas que rivalizaban con Rudyard Kipling». Las novelas de fin de siglo de Malet ofrecen «investigaciones detalladas y sensibles de la psicología del masoquismo, los deseos perversos, los roles de género no convencionales y el cuerpo».

## Primeros años
Nació en la rectoría de Eversley, Hampshire. Hija menor del reverendo Charles Kingsley (autor de The Water Babies) y su esposa Frances Eliza Grenfell, era la tercera de los cuatro hijos de la pareja. Sus tíos paternos Henry Kingsley y George Kingsley fueron escritores, y su prima Mary Kingsley fue una viajera y etnóloga africana. Kingsley se educó en casa y estudió arte con Edward Poynter. Fue durante un tiempo estudiante en la Slade School.

## Carrera profesional
En 1876 se casó con el reverendo William Harrison, colega de su padre, canónigo menor de Westminster y sacerdote ordinario de la reina. Malet renunció a sus aspiraciones artísticas después del matrimonio. El matrimonio no tuvo hijos y fue infeliz, y la pareja pronto se separó. Después de la ruptura, Malet se embarcó en una carrera de escritora independiente, formando su seudónimo combinando dos apellidos poco conocidos. Su primera novela, Sra. Lorimer, un boceto en blanco y negro, se publicó en 1882. La atención de la crítica y los elogios llegaron con la segunda novela de Malet, Colonel Enderby's Wife, publicada en 1885, que ficcionaba su breve matrimonio fallido. Cinco años después de la muerte de su esposo, Kingsley se convirtió al catolicismo.
Malet vivió la mayor parte de su vida en el continente con la cantante Gabrielle Vallings. Vallings, mucho más joven que Malet, era su prima, compañera sentimental e hija adoptiva. Las dos viajaron juntas al extranjero con frecuencia, pasando un tiempo significativo en Francia. Malet pasó gran parte del final de su vida en Francia, donde formó parte de "altos círculos literarios". Escribió con frecuencia durante este tiempo, a menudo por necesidad económica. A pesar del gran éxito crítico y económico durante el apogeo de su carrera, Malet murió en la penuria en la casa de un amigo en Gales el 27 de octubre de 1931.

## Desarrollo literario
A pesar de la falta de estudios sobre Malet, se sabe que escribió al menos diecisiete novelas, dos libros de ficción corta, muchos cuentos, ensayos literarios y poemas. También terminó al menos una de las novelas de su padre. Talia Schaffer señala que sus «ideologías literarias fueron moldeadas por escritores que van desde George Eliot hasta Zola». Su padre, sobrina y prima también fueron escritores, pero Malet sigue siendo la menos estudiada de los escritores de Kingsley: su «persona autoral surge como una forma de escapar de su situación biográfica». La primera novela de Malet fue Mrs. Lorimer, a Sketch in Black and White, (1882), mientras que su primer éxito de crítica fue Colonel Enderby's Wife (1885). The Wages of Sin, generalmente considerada como una de sus novelas más importantes, se publicó en 1891. Algunos críticos creen que la novela fue una gran influencia en Jude the Obscure de Thomas Hardy. El autor inglés de finales del siglo XIX, George Gissing, pensó que era «un libro de madera, sin un personaje vivo o una escena conmovedora. El diálogo absurdo. De ahí el éxito popular». Por otro lado, describió su novela de 1888 Un consejo de perfección con un «no está mal». Henry James fue un admirador de la escritura de Malet y, finalmente, amigo personal cercano. The Gateless Barrier (1900) es una historia de fantasmas; un ejemplo de cómo, mientras en la década de 1890 sus primeras novelas eran elegantes romances victorianos, Malet estaba usando las ideas del movimiento estético para explorar temas más transgresores. como el adulterio y el sadismo.
Sus novelas posteriores, como The Survivors (1923), son protomodernistas en sus exploraciones de conciencias marginales. E. F. Benson reconoció su deuda con sus críticos consejos en sus memorias Our Family Affairs. A pesar de su importancia, Malet murió en la pobreza en 1931. Su última novela, The Private Life of Mr. Justice Syme, fue completada después de la muerte de la autora por su compañera Gabrielle Vallings y publicada en agosto de 1932. La biógrafa Patricia Lorimer Lundberg atribuye el rápido declive de la reputación de Malet a múltiples factores, incluida la confusa política sexual y de género de la autora y un «estilo modernista en evolución» que «se encontró con críticas descuidadas que intentaron empujarla de regreso al victorianismo». El libro de Lundberg, An Inward Necessity: the Writer's Life of Lucas Malet, sigue siendo la única biografía importante de la autora. Talia Schaffer señala que el libro de Lundberg reconstruye brechas históricas en la vida de la autora creadas tanto por la negligencia crítica como por las propias acciones de Malet (le pidió a Vallings que quemara sus documentos personales, por ejemplo). La biografía utiliza la vida y la obra de Malet para mostrar «cómo las condiciones de la época victoriana tardía fomentaron una obra tan ambiciosa como la de Malet y cómo la llegada del modernismo dañó su reputación».

## Obras seleccionadas

### Novelas
- Mrs Lorimer: A Study in Black and White (1882)
- Colonel Enderby's Wife (1885)
- Little Peter: A Christmas Morality for Children of Any Age (1888)
- A Counsel of Perfection (1888)
- The Wages of Sin (1891)
- The Carissima: A Modern Grotesque (1896)
- The Gateless Barrier (1900)
- The History of Sir Richard Calmady (1901), based on the life of Arthur MacMorrough Kavanagh
- The Far Horizon (1906)
- The Wreck of the Golden Galleon (1910)
- Adrian Savage (1911)
- Damaris (1916)
- Deadham Hard (1919)
- The Tall Villa (1920)
- The Survivors (1923)
- The Dogs of Want: A Modern Comedy of Errors (1924)

También completó la novela inacabada de su padre, La historia del tutor.

### Cuentos y novelas cortas
- Little Peter: A Christmas Morality for Children of any Age (1887)
- The Score (1909)
- Da Silva's Widow and Other Stories (1922)
- "A Conversion" (Published in World Fiction 1922. It was later republished as "The Pool" in London Magazine 1930)
- "The Lay Figure" (Published in The Graphic 1923)

### Ejemplo de uno de sus libros.
En 1887, Kegan Paul & Co. publicó el libro corto Kingsley Little Peter: A Christmas Morality for Children of any Age con nueve ilustraciones de página completa, incluido el frontispicio, y varias más pequeñas, realizadas por Paul Hardy. El libro cuenta la historia de un niño pequeño que se hace amigo de un hombre muy feo y despreciado socialmente, quien al final lo salva. Aparentemente, la historia fue popular ya que se reimprimió en numerosas ocasiones, la más reciente en 2010. En 1909, la empresa conjunta de Henry Frowde y Hodder & Stoughton reeditó el libro, pero esta vez con ocho ilustraciones en color de página completa, incluido el frontispicio, del renombrado ilustrador de libros Charles Edmund Brock. Los costes de la ilustración en color habían disminuido significativamente desde la edición de 1887, y el color era ahora la norma para los libros para niños pequeños. Las siguientes ilustraciones muestran la historia en esquema.

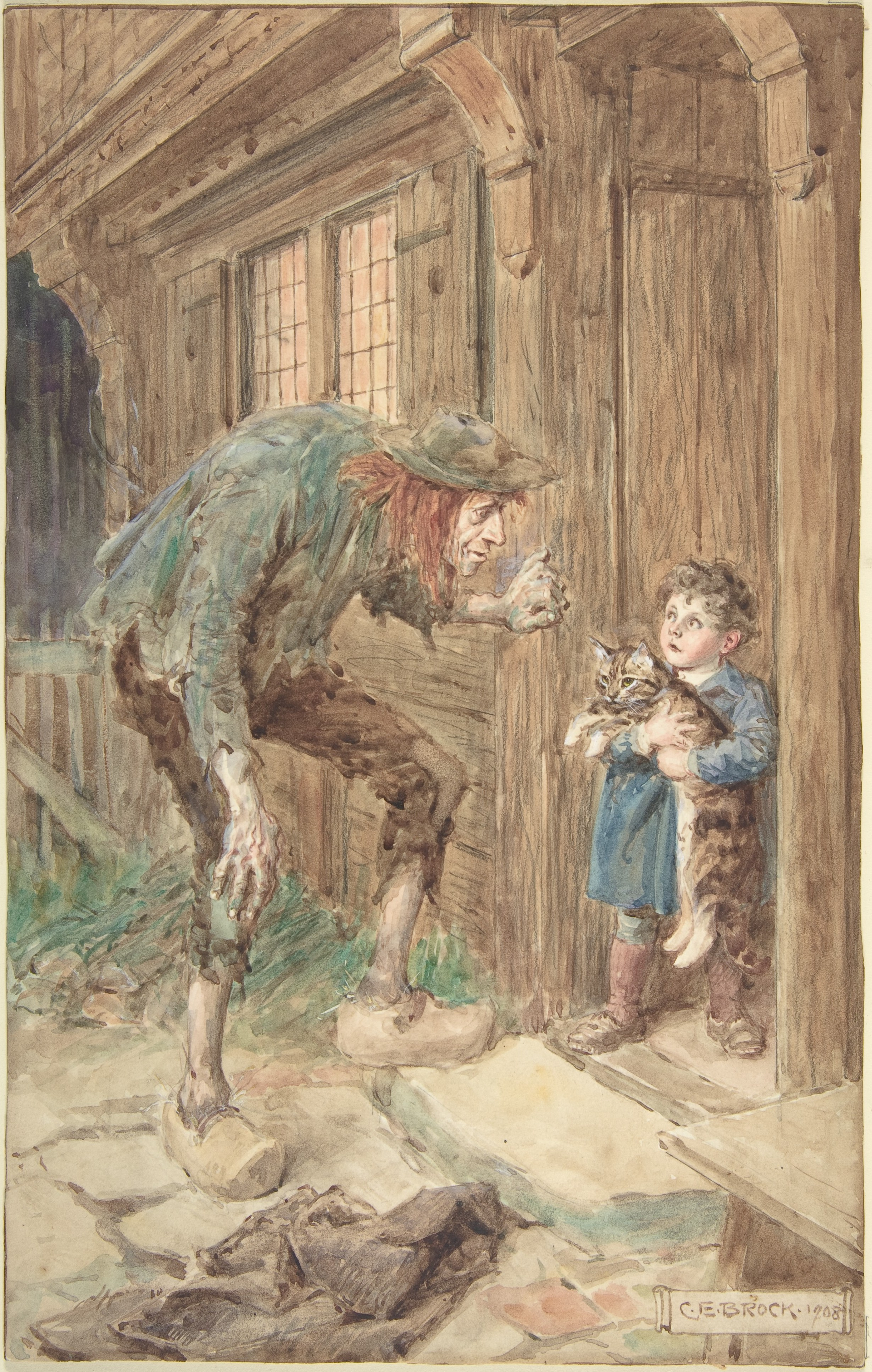
Primero
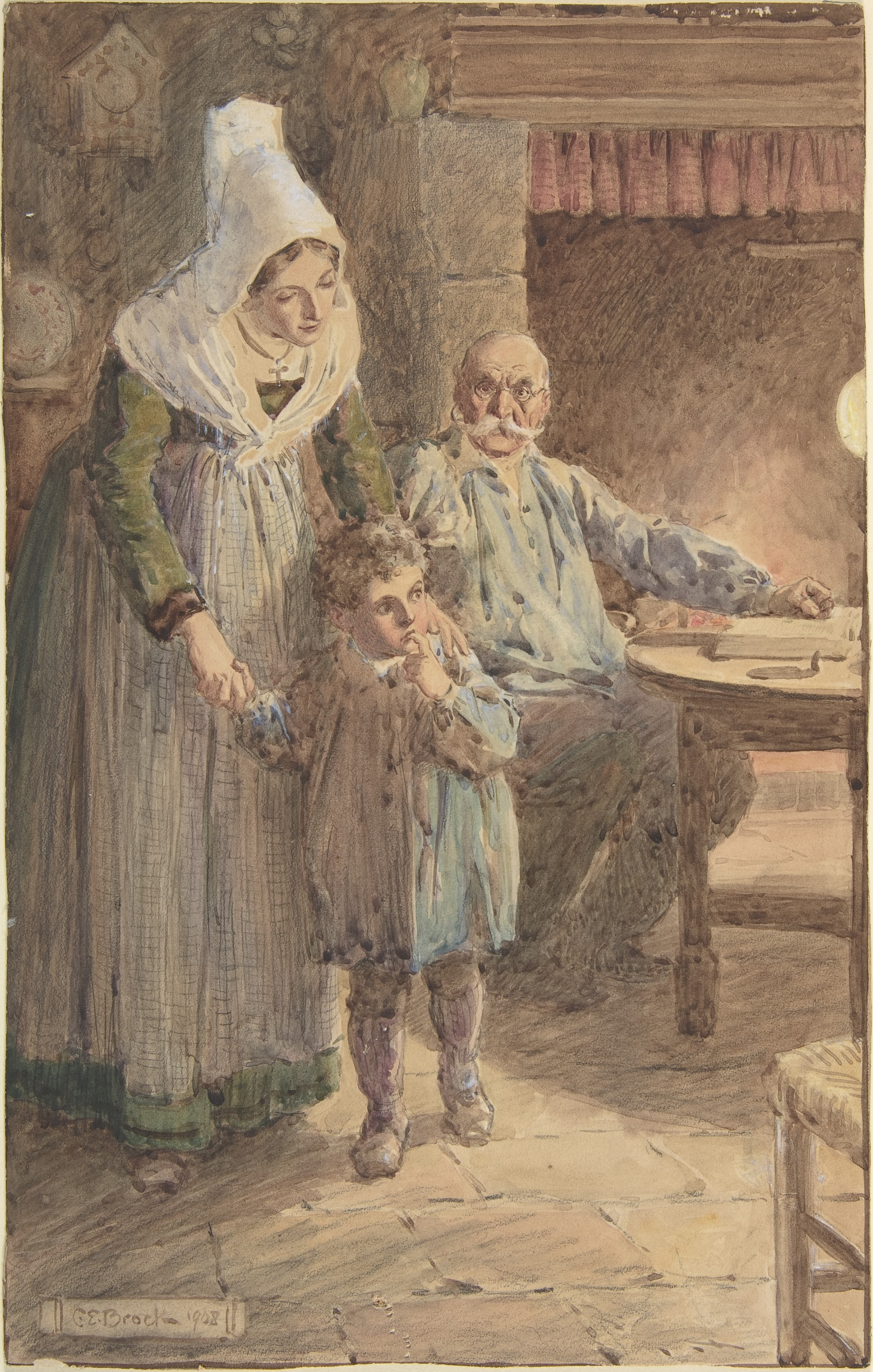
Segundo
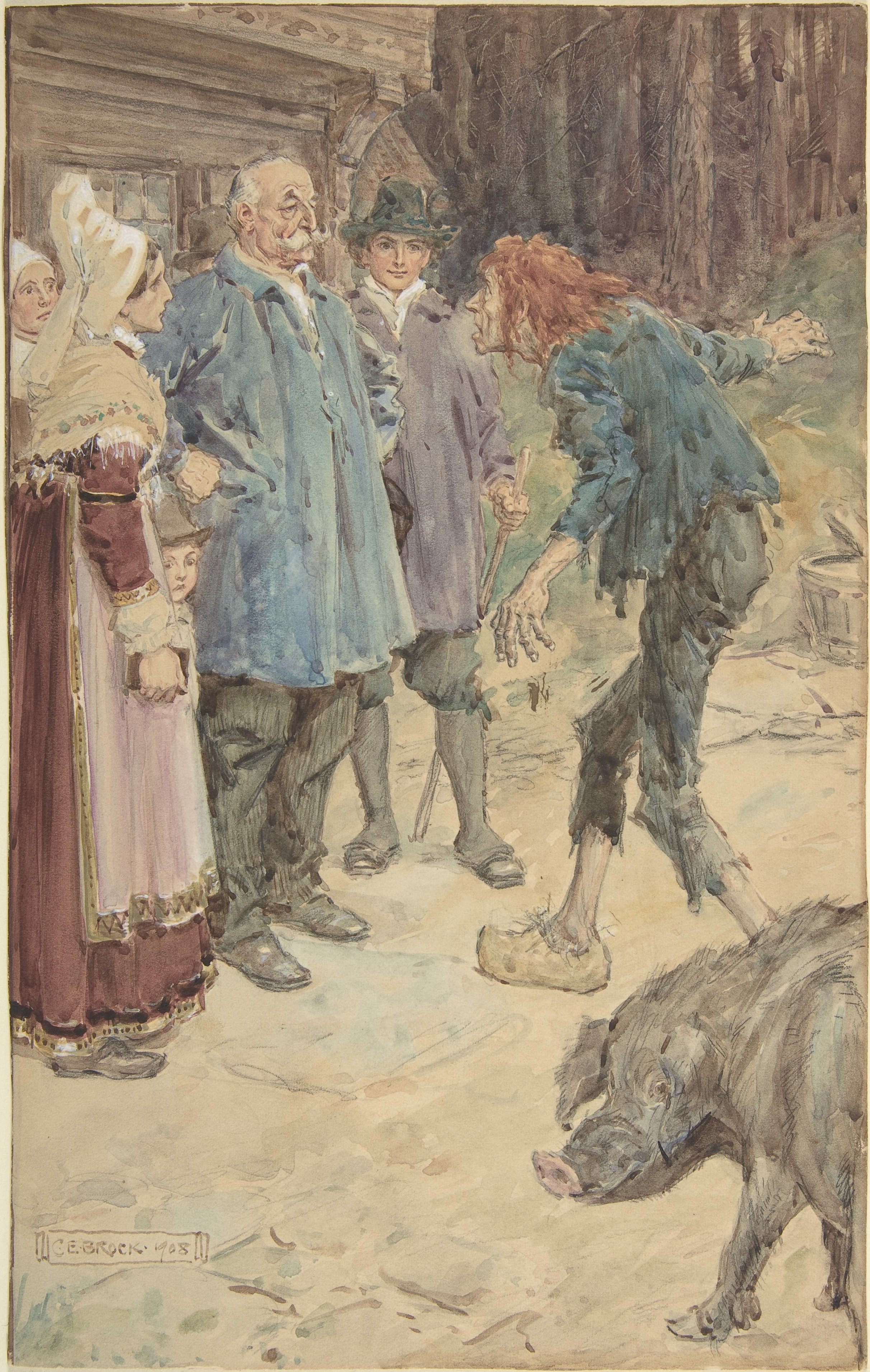
Tercero
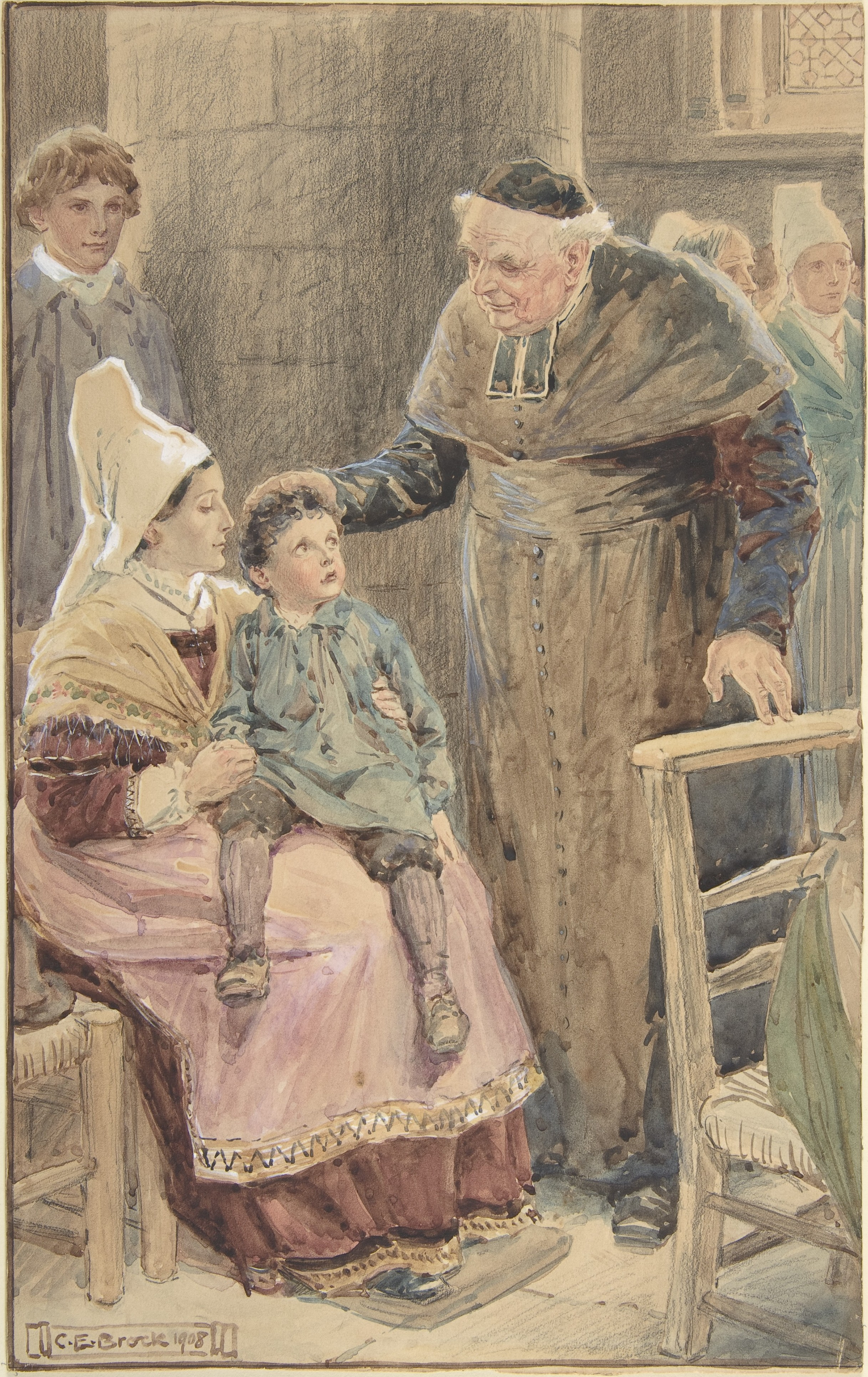
Cuatro
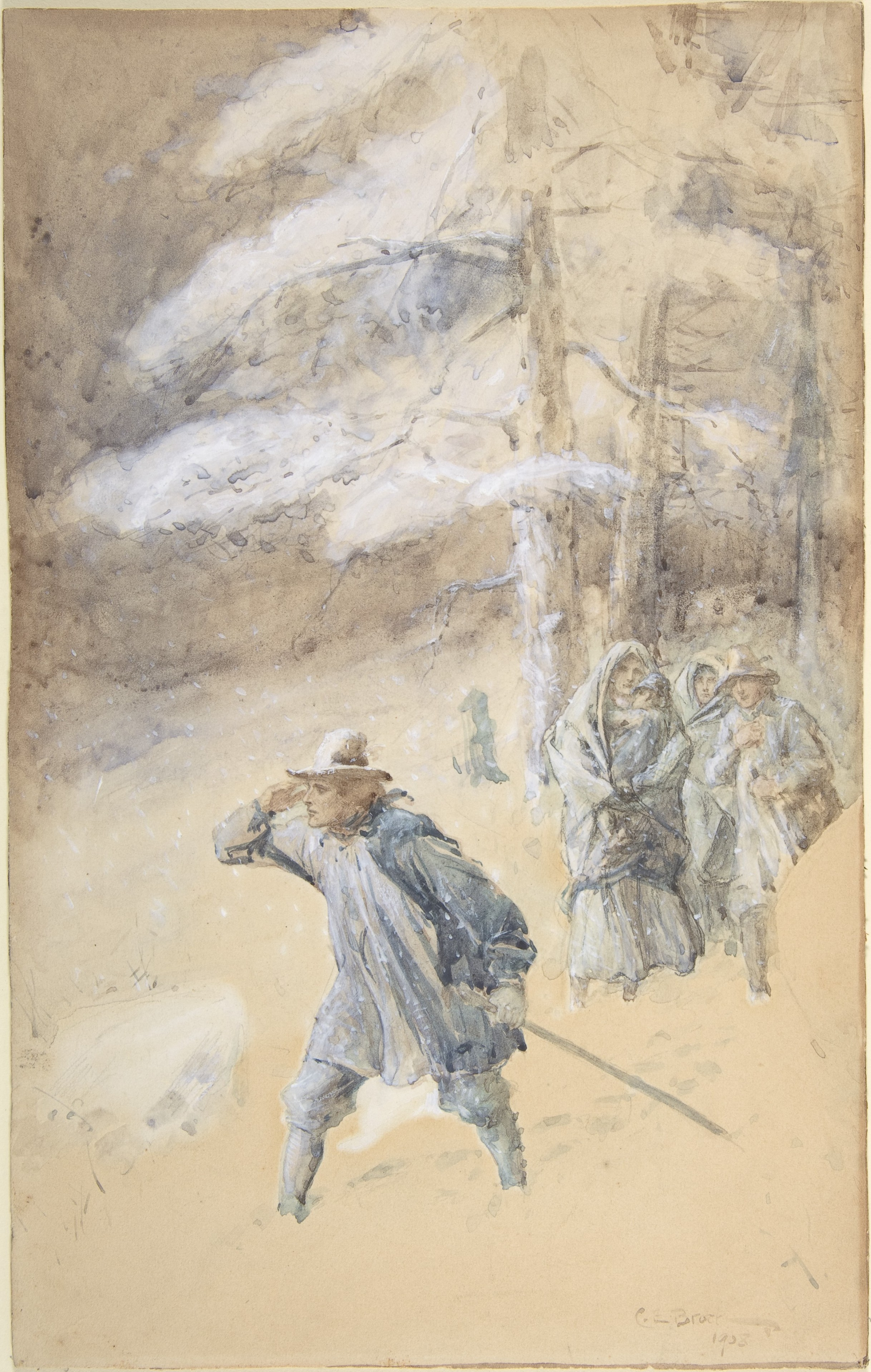
Quinto
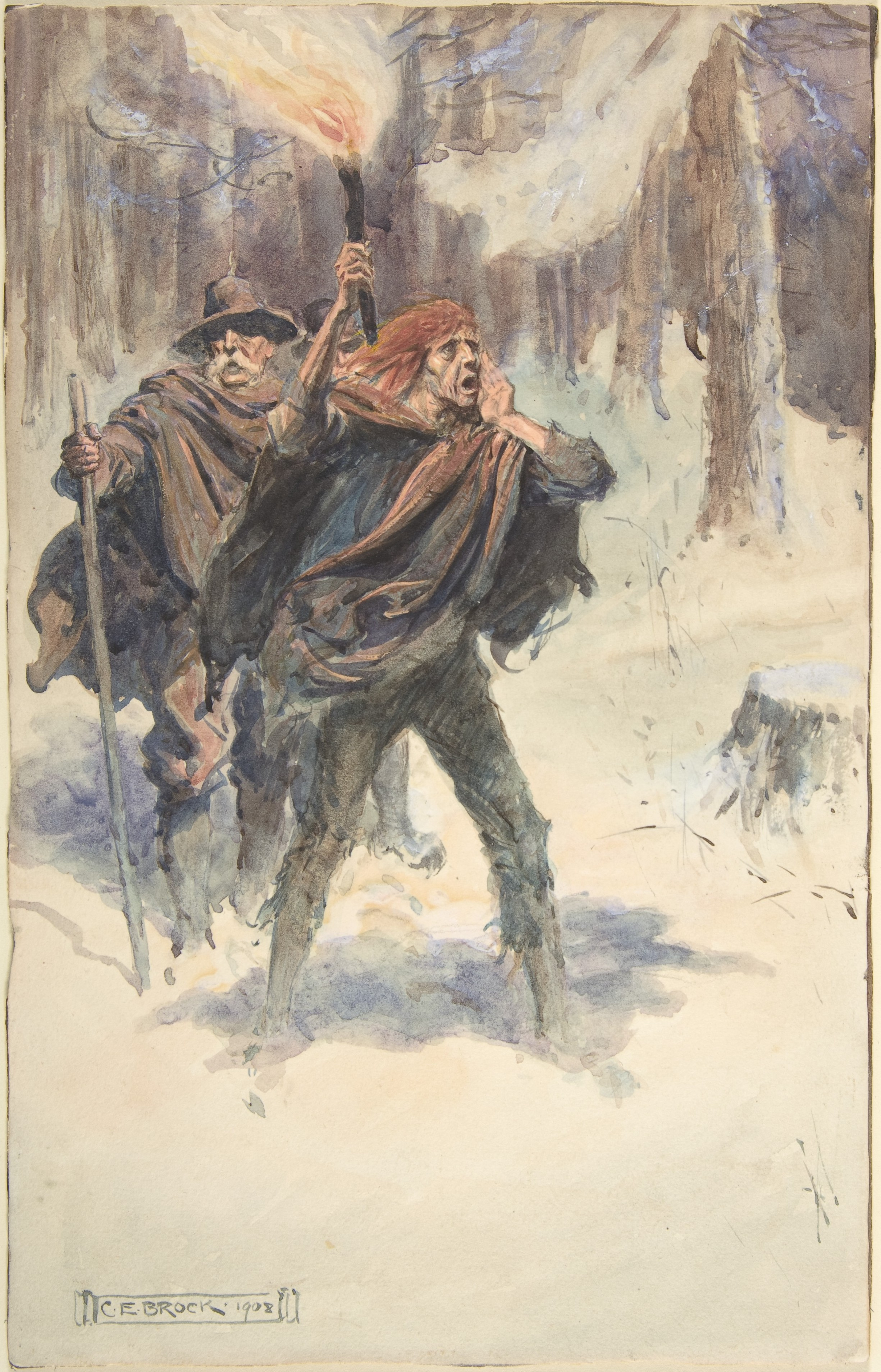
Sexto
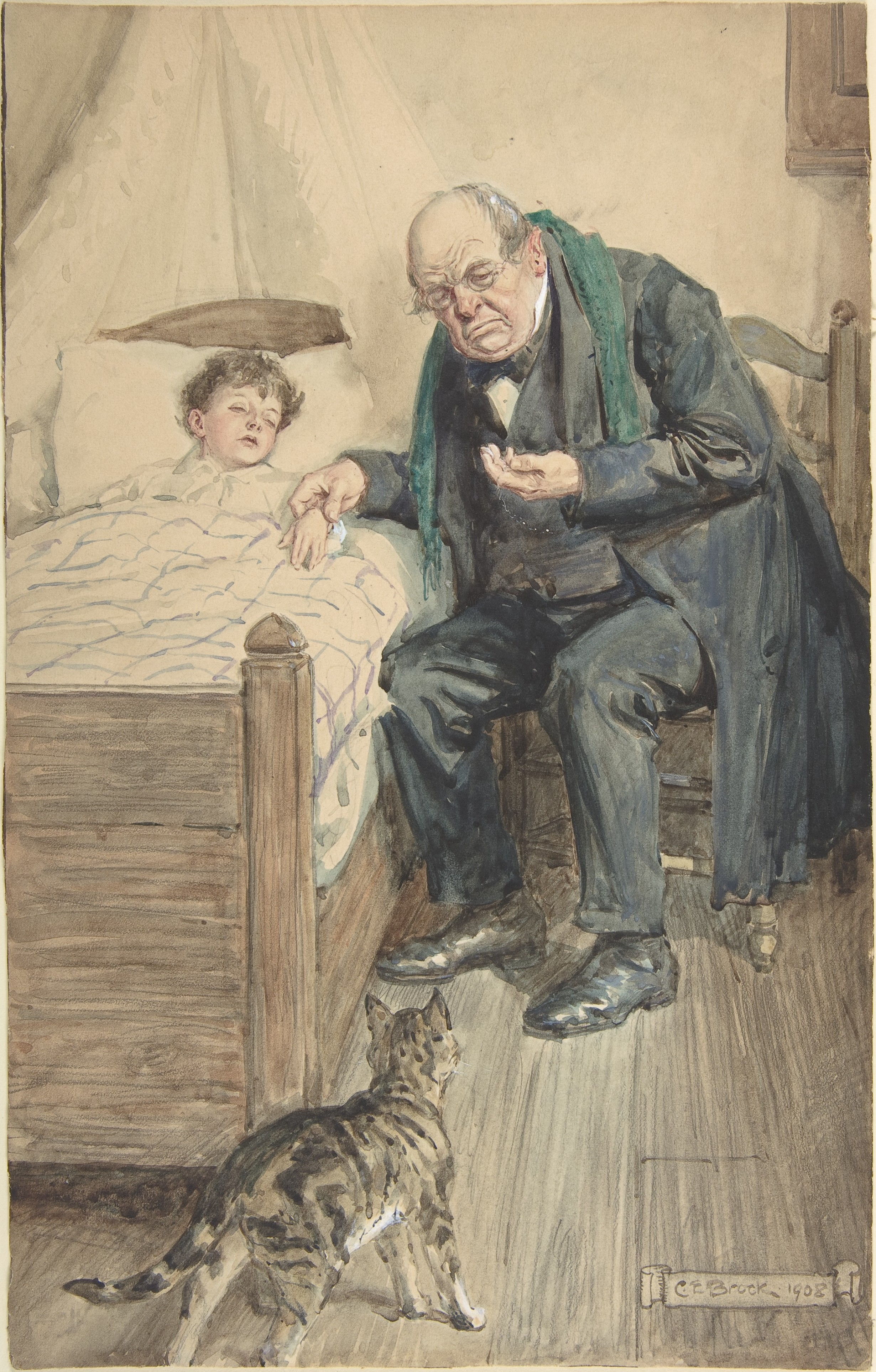
Séptimo
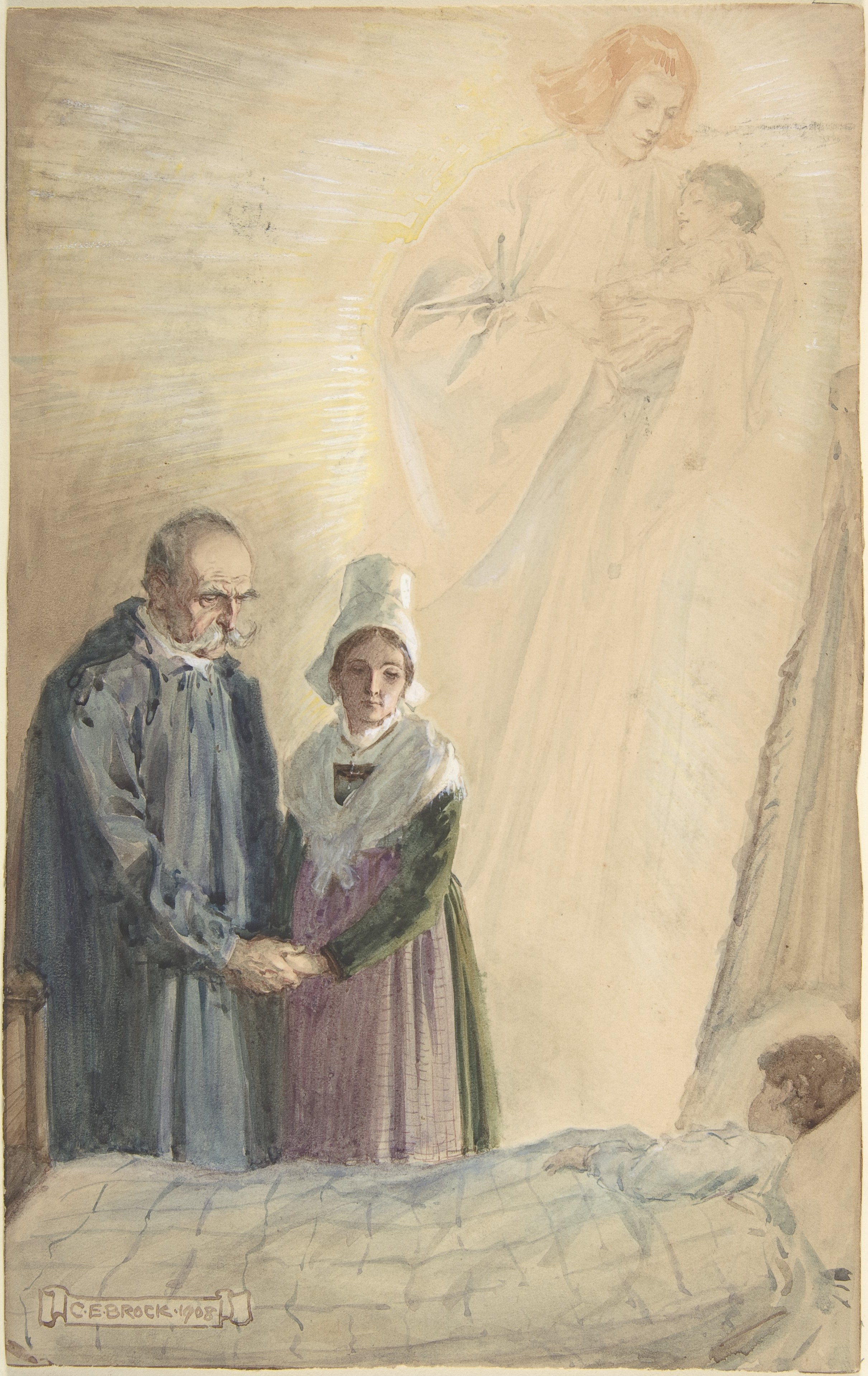
Ocho